# Taissa Farmiga
Taissa Farmiga (* 17. srpna 1994 Readington, New Jersey) je americká herečka. Poprvé si zahrála ve filmu Higher Ground (2011) i se svojí sestrou, Verou Farmiga. Hrála také v seriálu American Horror Story, kde si zahrála v 1. řadě nazvané Murder House, ve 3. řadě nazvané Coven, v 9. dílu 6. řady Roanoke a zatím naposledy v 8. řadě od 4. dílu do konce série.

## Život
Narodila a vyrůstala v Hunterdon County, New Jersey. Je nejmladší ze sedmi dětí ukrajinských přistěhovalců Luby (rozené Spas) a Michaela Farmigy. Chodila do veřejné školy do čtvrté třídy, ale pak se její matka rozhodla, že bude ji a její dva sourozence vyučovat doma. Netoužila stát se herečkou, ale její sestra Vera Farmiga v ní viděla talent a přemluvila ji k účinkování v jejím filmu Higher Ground.

## Filmografie
Filmy
| Rok  | Název                              | Role                 | Poznámky            |
| ---- | ---------------------------------- | -------------------- | ------------------- |
| 2011 | Higher Ground                      | mladá Corinne Walker |                     |
| 2013 | Bling Ring: Jako VIPky             | Sam                  |                     |
| 2013 | Middletonská romance               | Audrey Martin        |                     |
| 2013 | Labyrint myslí                     | Anna Greene          |                     |
| 2014 | Jamesy Boy                         | Sarah                |                     |
| 2015 | Poslední nás zachrání              | Max                  |                     |
| 2015 | 6 Years                            | Melanie Clark        |                     |
| 2015 | Share                              | Krystal              | krátkometrážní film |
| 2016 | In a Valley of Violence            | Mary Anne            |                     |
| 2016 | Liga spravedlivých vs Mladí Titáni | Raven (hlas)         |                     |
| 2016 | Pravidla neplatí                   | Sarah                |                     |
| 2016 | Burried Child                      | Shelly               |                     |
| 2017 | Mladí Titáni: Jidášova smlouva     | Raven (hlas)         |                     |
| 2018 | We Have Always Lived in the Castle | Merricat Blackwood   |                     |
| 2018 | Všechno, co měli                   | Emma Ertz            |                     |
| 2018 | Sestra                             | sestra Irene         |                     |
| 2018 | Pašerák                            | Ginny                |                     |
| 2018 | The Long Dumb Road                 | Rebecca              |                     |
| 2020 | Justice League Dark: Apokolips War | Raven (hlas)         |                     |
| 2021 | John and the Hole                  | Laurie               |                     |

### Televize
| Rok        | Název                 | Role                                      | Poznámky         |
| ---------- | --------------------- | ----------------------------------------- | ---------------- |
| 2011–2018  | American Horror Story | Violet Harmon / Zoe Benson / Sophie Green | 32 dílů          |
| 2015       | Wicked City           | Karen McClaren                            | 8 dílů           |
| 2019       | The Twilight Zone     | Annie Miller                              | díl: Not All Men |
| 2020       | 50 States of Fright   | Hannah Sullivan                           | 3 díly           |
| 2022–dosud | Pozlacený věk         | Gladys Russell                            | 9 dílů           |

### Divadlo
| Rok  | Název         | Role   | Poznámky                     |
| ---- | ------------- | ------ | ---------------------------- |
| 2016 | Pohřbené dítě | Shelly | The New Group, Mimo-Broadway |